# Sara Moreira
Sara Moreira (ur. 17 października 1985 w Santo Tirso) – portugalska lekkoatletka, specjalizująca się w biegach długodystansowych.
W 2008 ustanowiła nieaktualny już rekord kraju w biegu na 3000 metrów z przeszkodami (9:34,30).
Najważniejszymi jej osiągnięciami są: srebrny medal mistrzostw Europy w biegu na 5000 m z 2010 roku (po dyskwalifikacji pierwszej na mecie Turczynki Alemitu Bekele) oraz srebrny medal halowych mistrzostw Europy w biegu na 3000 m (2009). Nie była w stanie obronić 2. miejsca w HME w 2011 – portugalska federacja lekkoatletyczna błędnie zgłosiła ją do biegu na 1500 metrów.
Zajęła 12. miejsce w finałowym biegu na 3000 metrów z przeszkodami podczas mistrzostw świata w Taegu (2011). Podczas tych zawodów wykryto jednak u niej niedozwolone środki dopingujące, na skutek czego wynik anulowano, a na Portugalkę nałożono (po uwzględnieniu wszystkich okoliczności) karę 6 miesięcy dyskwalifikacji (8 września 2011–7 marca 2012).
W marcu 2013 sięgnęła po złoto w biegu na 3000 metrów podczas halowych mistrzostw Europy w Göteborgu. Mistrzyni Europy w półmaratonie z Amsterdamu (2016).

## Osiągnięcia
| Rok  | Rodzaj zawodów                              | Miasto         | Konkurencja                   | Miejsce | Wynik    |
| ---- | ------------------------------------------- | -------------- | ----------------------------- | ------- | -------- |
| 2007 | Młodzieżowe Mistrzostwa Europy              | Debreczyn      | bieg na 3000 m z przeszkodami | 3.      | 9:42,47  |
| 2009 | Halowe mistrzostwa Europy                   | Turyn          | bieg na 3000 m                | 2.      | 8:48,18  |
| 2009 | Uniwersjada                                 | Belgrad        | bieg na 3000 m z przeszkodami | 1.      | 9:32,62  |
| 2009 | Uniwersjada                                 | Belgrad        | bieg na 5000 m                | 1.      | 15:32,78 |
| 2010 | Halowe mistrzostwa świata                   | Doha           | bieg na 3000 m                | 5.      | 8:55,34  |
| 2010 | Mistrzostwa świata w biegach przełajowych   | Bydgoszcz      | bieg seniorek na 8 km         | 27.     | 26:22    |
| 2010 | Akademickie mistrzostwa świata w przełajach | Kingston       | bieg indywidualny na 5 km     | 1.      | 16:29,3  |
| 2010 | Puchar Europy w biegu na 10 000 m           | Marsylia       | bieg na 10 000 m              | 3.      | 31:26,55 |
| 2010 | I liga drużynowych mistrzostw Europy        | Budapeszt      | bieg na 3000 m                | 1.      | 8:53,65  |
| 2010 | Mistrzostwa Europy                          | Barcelona      | bieg na 5000 m                | 2.      | 14:54,71 |
| 2010 | Puchar interkontynentalny                   | Split          | bieg na 3000 m                | 7.      | 9:10,37  |
| 2010 | Mistrzostwa Europy w biegach przełajowych   | Albufeira      | bieg seniorek                 | 9.      | 27:26    |
| 2010 | Mistrzostwa Europy w biegach przełajowych   | Albufeira      | drużyna seniorek              | 1.      |          |
| 2011 | Halowe mistrzostwa Europy                   | Paryż          | bieg na 1500 m                | 7.      | 4:16,67  |
| 2011 | Puchar Europy w biegu na 10 000 m           | Oslo           | bieg na 10 000 m              | 1.      | 31:39,19 |
| 2012 | Puchar Europy w biegu na 10 000 m           | Bilbao         | bieg na 10 000 m              | 1.      | 31:23,51 |
| 2012 | Igrzyska olimpijskie                        | Londyn         | bieg na 10 000 m              | 14.     | 31:16,44 |
| 2013 | Halowe mistrzostwa Europy                   | Göteborg       | bieg na 3000 m                | 1.      | 8:58,50  |
| 2014 | Mistrzostwa Europy                          | Zurych         | bieg na 5000 m                | 6.      | 15:38,13 |
| 2014 | Mistrzostwa Europy                          | Zurych         | bieg na 10 000 m              | 5.      | 32:30,12 |
| 2015 | Mistrzostwa świata                          | Pekin          | bieg na 10 000 m              | 12.     | 32:06,14 |
| 2016 | Mistrzostwa ibero-amerykańskie              | Rio de Janeiro | bieg na 5000 m                | 1.      | 15:40,33 |
| 2016 | Mistrzostwa Europy                          | Amsterdam      | półmaraton                    | 1.      | 1:10:11  |
| 2016 | Mistrzostwa Europy                          | Amsterdam      | bieg na 10 000 m              | –       | DNF      |
| 2016 | Igrzyska olimpijskie                        | Rio de Janeiro | maraton                       | –       | DNF      |
| 2017 | Puchar Europy w biegu na 10 000 m           | Mińsk          | bieg na 10 000 m              | 1.      | 32:03,57 |
| 2018 | Mistrzostwa Europy                          | Berlin         | bieg na 10 000 m              | –       | DNF      |
| 2019 | Puchar Europy w biegu na 10 000 m           | Londyn         | bieg na 10 000 m              | –       | DNF      |
| 2020 | Mistrzostwa świata w półmaratonie           | Gdynia         | półmaraton                    | 39.     | 1:11:39  |
| 2021 | Igrzyska olimpijskie                        | Tokio          | maraton                       | –       | DNF      |
| 2022 | Mistrzostwa Europy                          | Monachium      | maraton                       | –       | DNF      |

## Rekordy życiowe
- Bieg na 3000 metrów z przeszkodami – 9:28,64 (2009)
- bieg na 3000 metrów – 8:42,69 (2010)
- bieg na 5000 metrów – 14:54,71 (2010)
- Bieg na 10 000 metrów – 31:12,93 (2015)
- bieg na 10 kilometrów – 31:25 (2008)
- maraton – 2:24:49 (2015)
- bieg na 3000 metrów (hala) – 8:44,22 (2011)